# 蒂尚
蒂尚（法語：Tuchan，法語發音：[tyʃɑ̃] ⓘ）是法国奥德省的一个市镇，属于纳博讷区。

## 地理
蒂尚（42°53'18"N, 2°43'10"E）面积59.52 平方千米，位于法国奧克西塔尼大區奥德省，该省份为法国南部沿海省份，北起塔恩省，西北接上加龙省，西接阿列日省，南至东比利牛斯省，东临地中海，东北与埃罗省接壤。
与蒂尚接壤的市镇（或旧市镇、城区）包括：昂布尔和卡斯泰尔莫尔、迈松、蒙加亚尔、帕代恩、帕莱拉克、帕济奥勒、坎蒂扬、科比耶尔新城、万格罗。

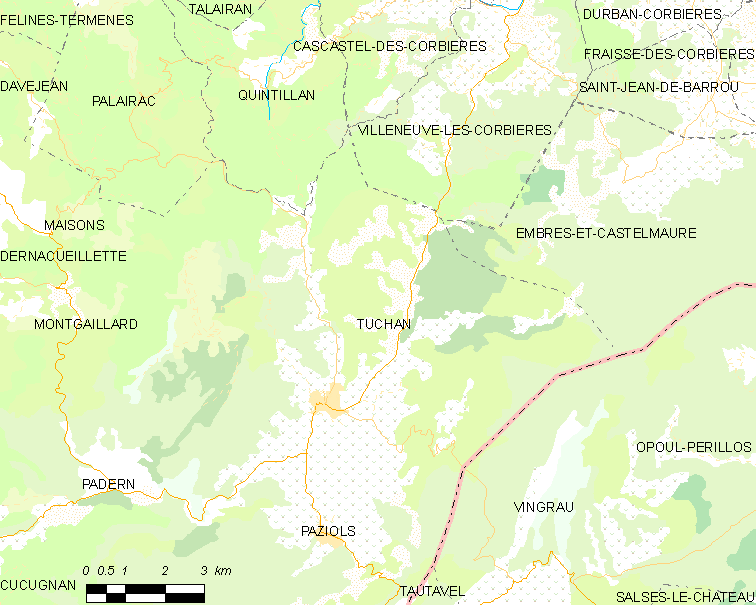
蒂尚的OSM定位图

蒂尚的时区为UTC+01:00、UTC+02:00（夏令时）。

## 行政
蒂尚的邮政编码为11350，INSEE市镇编码为11401。

## 政治
蒂尚所属的省级选区为莱科比耶尔县。

## 人口

1962-2008年间蒂尚人口变化图示

蒂尚于2022年1月1日时的人口数量为790人。